# Jacques Philip
Pour les articles homonymes, voir Philip.
Jacques Philip est un footballeur professionnel français, né le 22 mars 1963 à Brest. Il évolue au poste de défenseur dans les années 1980 et 1990.

## Biographie

### Carrière de joueur

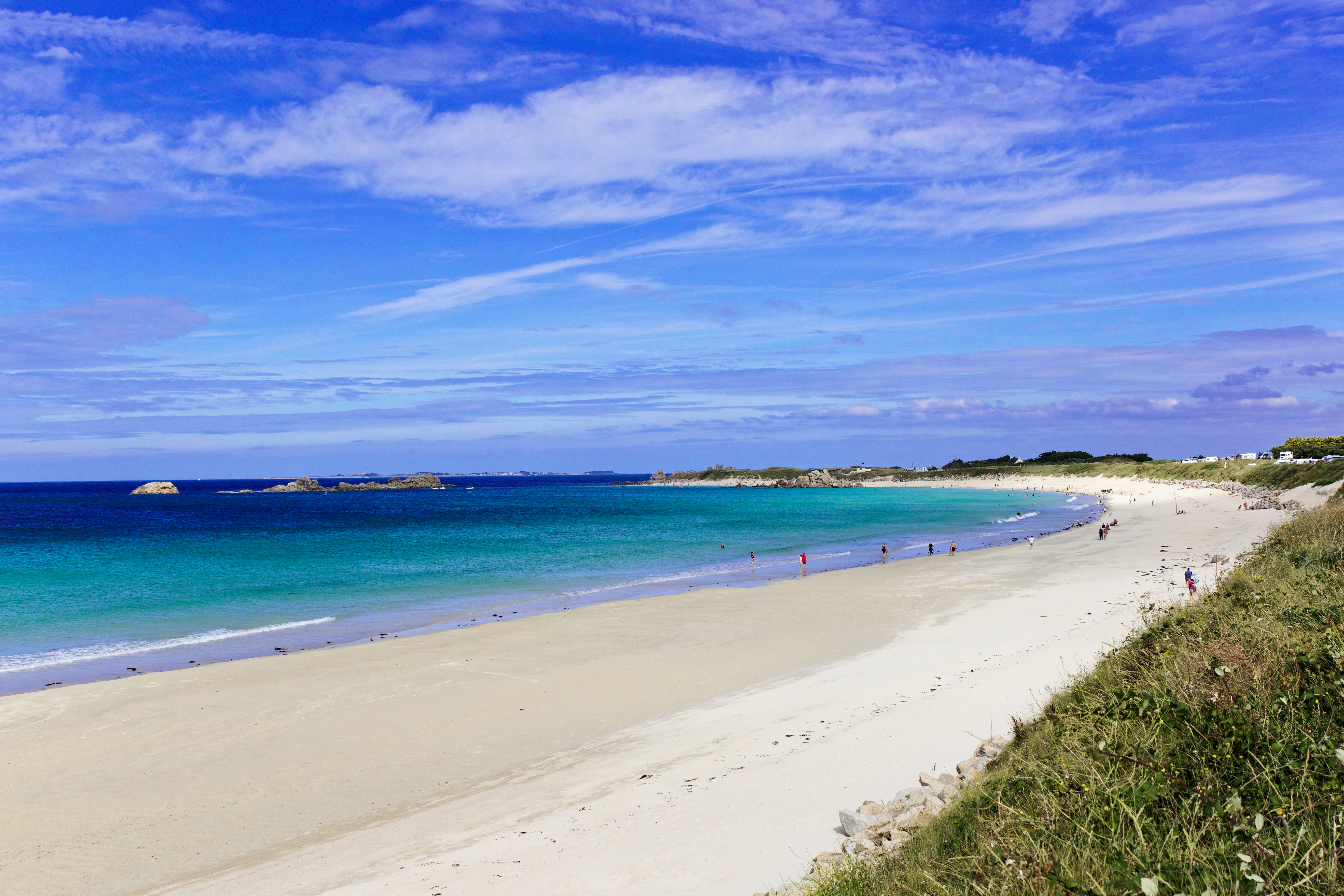
Jacques Philip commence le football à Cléder avant d'intégrer l'INF Vichy.

Finistérien d'origine, Jacques Philip commence à jouer au football à Cléder. En 1980 le jeune espoir passe à Dinard le concours régional d'admission à l'INF Vichy, qu'il intègre pour trois ans. À la fin de sa formation il signe à l'Olympique lyonnais, club de Division 2. Il signe un contrat stagiaire à l'été 1983.
En 1986 il rejoint le Stade lavallois de Michel Le Milinaire en D1. Titulaire jusqu'en octobre, il subit une opération de la paroi abdominale en fin d'année, sa deuxième en moins d'un an, et doit observer plusieurs mois de convalescence. Avec Laval il ne jouera que trente matches en deux saisons.
En 1988 il est laissé libre par le Stade lavallois et signe pour deux ans au SM Caen, qui vient d'accéder pour la première fois de son histoire à la D1. Il y retrouve Robert Nouzaret qui fut son entraîneur à Lyon. Emmenés par Rudi Garcia, Jean-François Domergue, Franck Dumas ou Philippe Montanier, les Caennais déjouent tous les pronostics et arrachent leur maintien in extremis .
Défenseur polyvalent, Jacques Philip a disputé 58 matchs en Division 1 et 33 matchs en Division 2.
Il termine sa carrière en troisième division, d'abord à Avranches où il prend part à la montée en National 1 en 1993, puis à Quimper où il est capitaine sous les ordres de Raymond Keruzoré.

### Reconversion
De 1998 à 2004 il entraîne le Stade léonard Kreisker puis le Morlaix FC pour la saison 2006-2007.
Pour la saison 2012-2013 il est entraîneur adjoint de l'US Avranches en CFA.
Dans les années 2010, il fait régulièrement partie de la cellule d'observation du Tournoi des centres de formation de Ploufragan. Cette cellule est chargée d'observer et de désigner le meilleur joueur, le meilleur espoir et le meilleur gardien du tournoi.
En 2015 il continue à jouer au football, avec l'équipe D de l'US Cléder-Sibiril, en quatrième division de district.
Sa reconversion est une réussite, il est aujourd'hui directeur régional chez Zolpan, un fabricant et distributeur de peintures.

## Clubs
- avant 1980 :  US Cléder-Sibiril
- 1980-1983 :  INF Vichy
- 1983-1986 :  Olympique lyonnais
- 1986-1988 :  Stade lavallois
- 1988-1990 :  SM Caen
- 1990-1994 :  US Avranches
- 1994-1996 :  Stade quimpérois

## Palmarès
- Vainqueur de la Coupe de Basse-Normandie en 1992 avec l'US Avranches.

## Vie personnelle
Il est père d’Hugo Philip, influenceur et entrepreneur (Cruel Pancake) qui partage la vie de Caroline Receveur.